# Белогорлый цветоед
Белогорлый цветоед (лат. Pachyglossa vincens) — вид певчих птиц семейства цветоедовых.

## Таксономия
Вид монотипичен.
Белогорлого цветососа долгое время относили к роду цветоедов. Хотя этот вид пока не изучался с точки зрения молекулярной филогенетики, исследования его предполагаемых близких родственников, таких как желтобрюхий (Pachyglossa chrysorrhea), толстоклювый (Pachyglossa agilis), черножелтобрюхий (Pachyglossa melanozantha) и буроспинный (Pachyglossa everetti) цветоеды, показали их более тесную связь с родом Prionochilus.
Поскольку род Dicaeum оказался, вероятно, парафилетическим, эти виды были выделены в отдельный род Pachyglossa.
Латинское название вида происходит от слова лат. vincens — превосходный.

## Описание

### Внешний вид
Размеры тела составляют 9-10 см.
У самца голова и верхняя часть тела серовато-синего цвета, при этом поясница светлее. Крылья чёрные с узкими серовато-синими краями, хвост тоже чёрный, но с крупными белыми пятнами на концах. Горло и верхняя часть груди белые, по бокам груди есть серовато-синие пятна. Нижняя часть груди и брюхо ярко-жёлтые, подхвостье белое. Глаза коричневые или красновато-коричневые. Клюв чёрный, но у основания подклювья серовато-голубой. Ноги чёрные.
Самка менее яркая: голова серая, спина тускло-оливковая, крылья и хвост коричневато-чёрные. Внешние рулевые перья с крупными белыми пятнами. Горло беловатое, брюхо бледно-жёлтое, бока оливковые, подхвостье беловатое, подкрылья белые.
Молодая особь похожа на самку, но имеет лёгкий жёлтый оттенок на горле, а нижняя часть клюва светлее.

### Голос
Звуки включают в себя короткие и резкие «чип» и «цее», повторяющиеся высокие «ти-ту», слабые «це-це-це», а также «цит», «ци-цит» и протяжные «вип-вип-вип».
Песня представляет собой последовательность из 2–4 очень высоких тонких звуков с чередующейся высотой, например, «тинк-тук-тинк». Также описана восходящая серия «кик-кик», завершающаяся звуками «тит-тири-тит-тири» и переходящая в быструю, нерегулярную нисходящую трель.

## Распространение
Эндемик Шри-Ланки.
Обитает в основном во влажной зоне на юго-западе острова, хотя иногда встречается и в переходной зоне.
Несмотря на то, что он остаётся довольно обычным в некоторых районах, его численность, вероятно, сокращается, а популяция становится всё более фрагментированной.
Основными угрозами для этого вида являются утрата и деградация среды обитания из-за деятельности человека. Расширение городов, строительство жилья и инфраструктуры приводят к вырубке лесов, а сельское хозяйство, включая выращивание культур и создание древесных плантаций, вытесняет природные экосистемы. Добыча полезных ископаемых и карьерные разработки разрушают ландшафты, а неконтролируемая вырубка деревьев снижает доступность необходимых ресурсов. Кроме того, на утрату среды обитания влияют лесные пожары.
Принятые меры по охране
В Шри-Ланке этот вид находится под законной защитой. В 1990 году был введён мораторий на вырубку лесов во влажной зоне. Птица обитает в нескольких национальных парках и заповедниках, включая заповедные территории Синхараджа и Пик Уайлдернесс (англ. Peak Wilderness Sanctuary). В 1991—1996 годах было проведено крупное исследование биоразнообразия на 200 лесных участках.

## Биология
Обитает в низинных и предгорных влажных лесах на высоте до 1800 м, при этом на больших высотах встречается значительно реже. Предпочитает высокие деревья и лианы. Обычно держится в верхнем ярусе, но иногда спускается в подлесок за фруктами, например, инвазивного Miconia crenata (англ. Miconia crenata).
Встречается также в более сухих лесах и на больших высотах, иногда залетает в сады и на плантации возле леса.
Питается фруктами, вероятно, включая омелу, а также нектаром, пауками и мелкими насекомыми. Чаще всего кормится в верхних ярусах леса, но иногда спускается ниже. Встречается поодиночке, парами или небольшими семейными группами. Нередко присоединяется к смешанным кормовым стаям.
Гнездится с января по август. Гнездо располагается на высоте 18–38 м на диптерокарповых деревьях. В кладке два яйца розовато-белого цвета с розовато-коричневыми крапинками.

## В культуре
Белогорлый цветоед изображен на почтовой марке Шри-Ланки номиналом в одну рупию.